# Esenciales
Esenciales son Cd de recopilación lanzados por Maná en 2003. Son tres CD con sus canciones más importantes hasta ese año, divididos en tres discos temáticos: Sol, con sus canciones bailables; Luna, sus temas con toque romántico; y Eclipse, lo mejor de sus temas en general (el cual solo salió en el continente americano), es una colección de sus canciones de sus álbumes anteriores en formato de audio remasterizado y digitalizado. Los discos contienen un tema inédito: "Te Llevaré Al Cielo"; y el CD Sol contiene la versión de Led Zeppelin "Fool In The Rain" ("Tonto En La Lluvia"), grabado por Maná en el disco de homenaje a dicha banda.

## Lista de canciones

### Sol: Canciones Para Bailar
| #   | Título                             | Tiempo |
| --- | ---------------------------------- | ------ |
| 1.  | Te Llevaré al Cielo                | 4:46   |
| 2.  | Estoy Agotado                      | 3:52   |
| 3.  | Buscándola                         | 4:05   |
| 4.  | Perdido En Un Barco                | 4:13   |
| 5.  | De Pies a Cabeza                   | 4:36   |
| 6.  | Oye Mi Amor                        | 4:31   |
| 7.  | Sábanas Frías (feat. Rubén Blades) | 5:19   |
| 8.  | Como Te Deseo                      | 4:29   |
| 9.  | Me Vale                            | 4:31   |
| 10. | Déjame Entrar                      | 4:23   |
| 11. | Tonto en la Lluvia                 | 6:12   |
| 12. | Clavado En Un Bar                  | 5:12   |
| 13. | Hechicera                          | 4:59   |
| 14. | Ángel de Amor                      | 4:57   |

### Luna: Canciones Para Amar
| #   | Título                    | Tiempo |
| --- | ------------------------- | ------ |
| 1.  | Rayando el Sol            | 4:10   |
| 2.  | Cachito                   | 4:45   |
| 3.  | Vivir Sin Aire            | 4:53   |
| 4.  | Te Lloré Un Río           | 4:54   |
| 5.  | Huele a Tristeza          | 7:11   |
| 6.  | No Ha Parado de Llover    | 5:21   |
| 7.  | El Reloj Cucú             | 5:02   |
| 8.  | Hundido En Un Rincón      | 5:58   |
| 9.  | Mis Ojos                  | 4:54   |
| 10. | Celoso                    | 2:51   |
| 11. | En el Muelle de San Blás  | 5:53   |
| 12. | Como Dueles en los Labios | 4:08   |
| 13. | Como Te Extraño Corazón   | 5:11   |
| 14. | Te Llevaré al Cielo       | 4:44   |

### Eclipse: Lo Mejor De Lo Mejor
| #   | Título                             | Tiempo |
| --- | ---------------------------------- | ------ |
| 1.  | Te Llevaré al Cielo                | 4:44   |
| 2.  | Rayando el Sol                     | 4:10   |
| 3.  | Perdido En Un Barco                | 4:13   |
| 4.  | Oye Mi Amor                        | 4:22   |
| 5.  | Vivir Sin Aire                     | 4:53   |
| 6.  | Te Lloré Un Río                    | 4:54   |
| 7.  | Cómo Te Deseo                      | 4:31   |
| 8.  | No Ha Parado de Llover             | 5:23   |
| 9.  | Hundido En Un Rincón               | 5:59   |
| 10. | Clavado En Un Bar                  | 5:12   |
| 11. | Hechicera                          | 5:00   |
| 12. | En el Muelle de San Blás           | 5:53   |
| 13. | Sábanas Frías (feat. Rubén Blades) | 5:20   |
| 14. | Eres Mi Religión                   | 5:27   |

- Datos: Q3058036